# Nuklearno oružje
Nuklearno oružje je oružje čija razorna snaga potječe od nuklearnih reakcija, bilo od nuklearne fisije ili od mnogo jače fuzije. Kao rezultat, čak i nuklearno oružje s relativno malim učinkom je značajno jače od najjačeg kovencionalnog eksploziva te je sposobno uništiti ili ozbiljno onesposobiti cijeli grad.
U povijesti ratovanja, nuklearna oružja korištena su samo dva puta, oba puta tijekom zadnjih dana Drugog svjetskog rata. Prvi događaj dogodio se ujutro 6. kolovoza 1945. godine, kada su SAD bacile uranijski eksplozivni uređaj čije je šifrirano ime bilo Little Boy ("mali dječak") na Japanski grad Hiroshimu. Drugi događaj odigrao se tri dana kasnije kada je plutonijski uređaj implozijskog tipa, koji je imao šifrirano ime Fat Man ("debeli čovjek"), bačen na grad Nagasaki. Pitanje opravdanosti upotrebe ovih oružja, koja je rezultirala trenutnom smrću oko 100 000 do 200 000 pojedinaca (većinom civila), ali i još više naknadno od posljedica opeklina i radiološke kontaminacije, bilo je i ostaje kontroverzno. Jedni su optuživali da su ta masivna ubijanja civila bila nepotrebna i primarno poduzeta zbog pokazivanja vojne moći Sovjetskom savezu, dok su američki pobornici napada tvrdili da je time maksimalno smanjen broj žrtava na objema stranama ubrzanjem kraja rata.
Od tada, nuklearna oružja bila su detonirana više od dvije tisuće puta zbog testiranja i demonstracijskih svrha. Jedine poznate zemlje koje su detonirale takvo oružje su SAD, Sovjetski Savez, Ujedinjeno Kraljevstvo, Francuska, Narodna Republika Kina, Indija i Pakistan. Ove zemlje su deklarirane nuklearne sile (zajedno s Rusijom koja je naslijedila oružje nakon raspada Sovjetskog Saveza). 
Mnogobrojne druge zemlje možda posjeduju nuklearno oružje, ali nisu nikada javno priznale posjedovanje, ili njihove tvrdnje da ga ne posjeduju nisu bile potvrđene. 
Na primjer, Izrael ima suvremene avionske sisteme isporuke i izgleda da ima opsežan nuklearni program sa stotinama nuklearnih glava, Sjeverna Koreja je nedavno izjavila da ima nuklearne mogućnosti (iako je napravljeno nekoliko izmjena izjava o napuštanju svog programa nuklearnog oružja, koje su često ovisile o političkoj klimi), a u listopadu 2006. izvela je i prvi nuklearni test. I Iran trenutno brojne vlade optužuju za pokušaje razvijanja nuklearnog oružja, iako njegova vlada tvrdi da su njihove potvrđene nuklearne aktivnosti, kao što je obogaćivanje uranija, za isključivo mirnodopske svrhe.
Odvojeno od njihove upotrebe kao oružja, nuklearni eksploziv bio je testiran i korišten u razne civilne svrhe kao što je modifikacija velikih površina terena, zaustavljanje požara, aktivacija naftnih bušotina itd.

## Atomska bomba
Atomska bomba (A-bomba, fisijska bomba), jedno je od najrazornijih vrsta oružja. Na zahtjev američkog predsjednika Roosevelta 1942. započelo je istraživanje u kojem je bilo uključeno 150 000 ljudi u svrhu konstruirana i testirana prve A-bombe, nazvanim projekt Manhattan te su nakon petogodišnjeg rada i utrošenih 2 milijarde američkih dolara proizvedene dvije bombe. Na tom su projektu radili mnogi znanstvenici poput fizičara Enrica Fermia i Roberta Oppenheimera, te kemičara Harolda Ureya.
Radi na principu nuklearne fisije. U fisijskom oružju, masa fisibilnog materijala (obogaćeni uranij ili plutonij) je trenutno sklopljena u superkritičnu masu (količina materijala potrebna da započne eksponencijalni rast nuklearne lančane reakcije), bilo izbacivanjem jednog dijela subkritičnog materijala prema drugom, ili kompresijom subkritične mase kemijskim eksplozivima. Glavni i velik izazov u svim konstrukcijama nuklearnog oružja je osiguravanje da se značajan dio goriva iskoristi prije nego što se kritična masa fisibilne tvari razleti i lančana reakcija prestane. Količina energije koju oslobode fisijske bombe može imati opseg između ekvivalenata manjih od tone TNT-a prema gore, do oko 500 000 tona (500 kilotona) TNT-a.

## Termonuklearna bomba
Termonuklearna bomba (H-bomba, hidrogenska bomba, fuzijska bomba) je vrsta nuklearnog oružja koje oslobađa veliku količinu energije putem reakcije nuklearne fuzije i fisije te može biti više od tisuću puta jača od obične, fisijske bombe. Samo se za šest zemalja (Sjedinjene Američke Države, Rusija, Francuska, Ujedinjeno Kraljevstvo, Kina i Indija) zna da posjeduju ovakav tip oružja.
Termonuklearne bombe rade koristeći Teller-Ulamov dizajn u kome se detonira fisijska bomba, u posebno napravljenom dijelu koji je u blizini fuzijskog goriva. Gama i rentgenske zrake koji se oslobađaju tijekom fisijske eksplozije sažimaju i griju kapsulu u kojoj se nalazi litijev deuterid (LiD), započinjući fuzijsku reakciju. Neutroni oslobođeni tijekom ove fuzijske reakcije započinju konačnu fisijsku fazu u omotaču koji je od osiromašenog uranija i koji okružuje fuzijsko gorivo, povećavajući značajno konačni učinak. Svaka od ovih komponenti je poznata kao "faza", s fisijskom bombom kao "primarnom" i fuzijskom kapsulom kao "sekundarnom". Povezujući zajedno brojne faze i povećavajući količinu fuzijskog goriva, dizajn termonuklearne bombe ima neograničenu snagu. Najveća bomba koja je ikada detonirana je bila Car-bomba u bivšem SSSR-u, koja je oslobodila energiju ekvivalentnu eksploziji preko 50 milijuna tona (megatona) TNT-a, čime je daleko jača od bilokojeg drugog oružja.

## Posebne nuklearne bombe
Pojačano fisijsko oružje je fisijska bomba koja povećava svoju eksplozivnu snagu pomoću male količine fuzijskih reakcija, ali nije termonuklearna bomba.
Neutronska bomba je nuklearno oružje koje daje relativno malu eksploziju u odnosu na količinu ionizirajućeg, neutronskog zračenja.
Okruživanjem nuklearnog oružja prikladnim materijalima (kao što su kobalt ili zlato) stvara se oružje poznato pod imenom posoljena bomba. Ovaj uređaj može proizvesti izuzetno velike količine radiološke kontaminacije i cilj joj je dugoročno uništenje teritorija kroz oblik radiološkog rata.
Većina razlika u dizajniranju nuklearnog oružja je u različitim korisnim učincima nuklearnog oružja za različite vrste namjena i u manipuliranju konstrukcijskim elementima u pokušaju stvaranja izrazito malog oružja.
Prljava bomba, iako koristi radioaktivne tvari, ne spada u nuklearno oružje.